# Charopinus schahriar
Charopinus schahriar is een eenoogkreeftjessoort uit de familie van de Lernaeopodidae. De wetenschappelijke naam van de soort is voor het eerst geldig gepubliceerd in 1938 door Leigh-Sharpe.